# 史密斯維爾 (印地安納州門羅縣)
史密斯維爾（英語：Smithville）是位於美國印地安納州門羅縣的一個非建制地區。該地的面積和人口皆未知。